# Pastoralinstitut
Pastoralinstitut var den kyrkliga institution som mellan 1980 och 2014 bedrev yrkesutbildning för blivande präster inom Svenska kyrkan, som ett komplement till deras universitetsstudier i teologi. Tidigare bedrevs motsvarande studier vid teologiska fakulteten.
För blivande präster som började studera teologi fram till 2007 omfattade utbildningen vid Pastoralinstitutet ett års studier, och byggde på fyra års (före 1984 tre och halvt års) teologiutbildning. För dem som påbörjat teologistudier från 1 juli 2007 krävs 255 högskolepoäng teologi, inklusive tre pastoralteologiska kurser motsvarande 15 hp vardera, följt av en termin vid Pastoralinstitutet.
Pastoralinstitut fanns i Uppsala och Lund. De lades ned 2014 då Svenska kyrkans profilutbildningar samlades i det nya Svenska kyrkans utbildningsinstitut.